# Association paraguayenne de football
L'Association paraguayenne de football (Asociación Paraguaya de Fútbol (es) APF) est une association regroupant les clubs de football du Paraguay et organisant les compétitions nationales et les matchs internationaux de la sélection du Paraguay. Elle est basée à Asuncion.
La fédération nationale du Paraguay est fondée en 1906 par les représentants des 5 clubs existants à l'époque: Olimpia, Guarani, Libertad, General Díaz et Nacional, elle se nomme d'abord la Liga Paraguaya de Fútbol. Elle change de nom en 1998 et devient l'Asociación Paraguaya de Fútbol (APF). Elle est affiliée à la FIFA depuis 1925 et est membre de la CONMEBOL depuis 1921.

## Acte de fondation
« Dans la ville de Asunción, capitale de la république du Paraguay, le dix-huit juin mil neuf cent six, se sont réunis dans les locaux de "El Diario", à l'invitation de l'éditeur de ce journal, M. Adolfo Riquelme, les messieurs suivants : William Paats et Justo Quinto Godoi, représentant le [[Club Olimpia|Club "Olimpia"], Ramón V. Caballero, Manuel Bella et Salvador Melián, représentant le Club "Guaraní", Juan M. Sosa représentant le Club "Libertad", César F. Urdapilleta, représentant le Club "General Díaz" et Vicente E. Codas, représentant le Club "Nacional", ont décidé de constituer une société de gestion du football, sous la dénomination de "Liga Paraguaya de Football Association'.
En foi de quoi, ils ont signé le présent document : "
(Signé) Adolfo Riquelme - R. V. Caballero - Junio Quinto Godoi - César F. Urdapilleta - E. Bella - W. Paats - S. Melián - Vicente E. Codas - J. M. Sosa. »

## Palmarès
- Copa América: Vainqueur en 1953 et 1979
- Jeux olympiques: Médaille d'argent en 2004
- Coupe du monde: 8 participations (1930, 1950, 1958, 1986, 1998, 2002, 2006, 2010)

## Présidents
Liga Paraguaya de Football Association

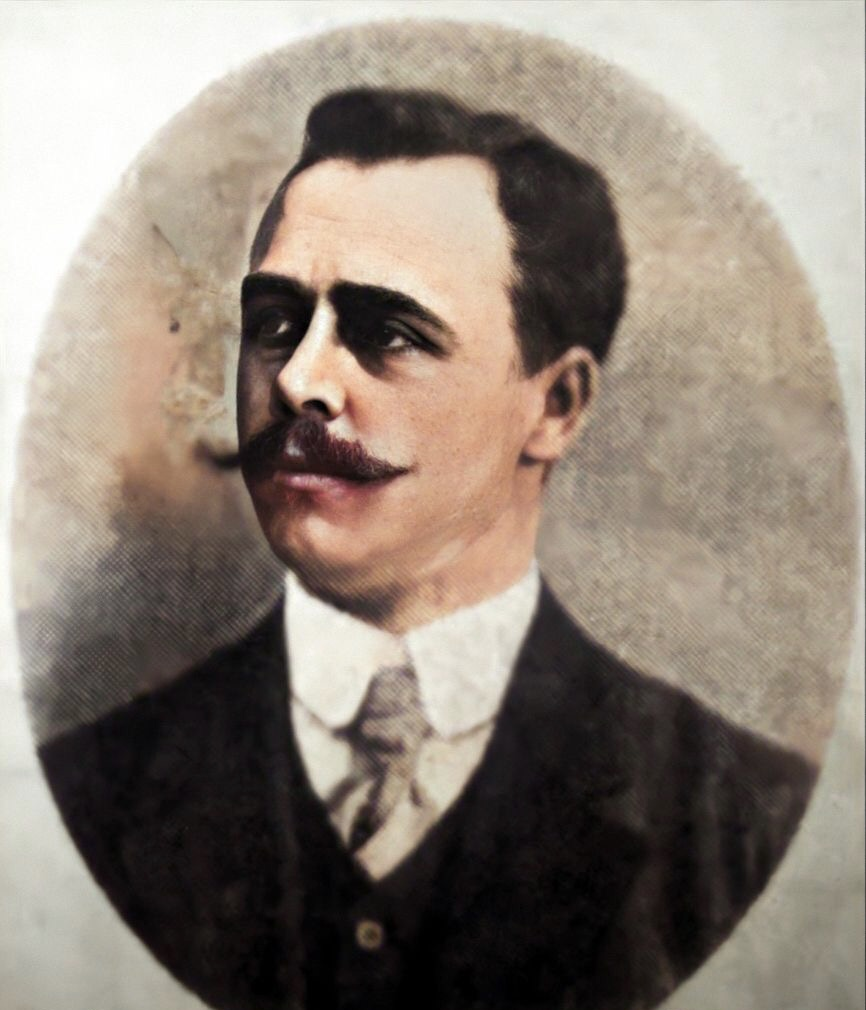
William Paats, l'un des fondateurs de l'APF en 1906.

| Nombre                      | Période   |
| --------------------------- | --------- |
| Dr. Adolfo Riquelme [*]     | 1906-1908 |
| Dr. Eusebio Ayala           | 1908-1909 |
| Don William Paats [*]       | 1909-1910 |
| Don Emilio Mantero          | 1910      |
| Don Junio Quinto Godoi      | 1910-1911 |
| Don Genaro Gutiérrez Yegros | 1911-1912 |
| Don Alejandro Gatti         | 1912-1913 |
| Dr. Enrique L. Pinho        | 1913-1923 |
| Dr. Juan Manuel Álvarez     | 1923-1924 |
| Dr. Esteban Semidei         | 1924-1926 |
| Prof. Dr. Adriano Irala     | 1926-1928 |
| Don Manuel Bedoya           | 1928-1931 |
| Don Juan Pablo Gorostiaga   | 1931-1932 |
| Dr. Ignacio L. Parra        | 1932-1933 |
| Dr. Francisco Esculies      | 1935-1936 |
| Don Ramón T. Cartes         | 1936-1937 |
| Don Manuel Galiano          | 1937-1938 |
| Dr. Juan Arturo Lavigne     | 1939-1940 |
| Cnel. Sampson Harrison      | 1940      |

### Ligue paraguayenne de football
| Nombre                  | Période   |
| ----------------------- | --------- |
| Dr. Manuel Bedoya       | 1941      |
| Dr. Julio César Airaldi | 1942-1944 |
| Dr. Crispín Insaurralde | 1944-1945 |
| Don Fulgencio R. Moreno | 1945-1946 |
| Don Óscar Pinho Insfrán | 1946-1947 |
| Dr. Lorenzo N. Livieres | 1947-1948 |
| Clte. Ramón Martino     | 1948      |
| Dr. Blas A. Dos Santos  | 1948-1950 |
| Don Lidio Quevedo       | 1950-1951 |
| Dr. Blas A. Dos Santos  | 1951-1952 |
| Dr. Alfonso Capurro     | 1952-1954 |
| Don Lidio Quevedo       | 1954-1955 |
| Dr. Raimundo Paniagua   | 1955-1956 |
| Dr. Alfonso Capurro     | 1956-1957 |

Ligue paraguayenne de football
| Nombre                               | Période   |
| ------------------------------------ | --------- |
| Dr. Pedro Recalde                    | 1957      |
| Dr. Ernesto Gavilán                  | 1958-1959 |
| Dr. Hassel Aguilar Sosa              | 1959-1960 |
| Dr. Tulio Manuel Quiroz Camperchioli | 1960-1961 |
| Dr. Manuel Duarte Pallarés           | 1961-1963 |
| Dr. Anastacio Mendoza Sánchez        | 1963-1965 |
| Dr. Jerónimo Angulo Gastón           | 1965-1967 |
| Cnel. Raúl Fernández Decamilli       | 1967-1968 |
| Don Juan Antonio Sosa Gautier        | 1969-1970 |
| Dr. Nicolás Leoz                     | 1971-1972 |
| Don Humberto Domínguez Dibb          | 1973-1976 |
| Don Óscar Barchini                   | 1977-1979 |
| Dr. Nicolás Leoz                     | 1979-1984 |
| Don Jesús Manuel Pallarés            | 1985-1994 |
| Esc. Óscar J. Harrison               | 1994-1998 |

Association paraguayenne de football
| Nombre                    | Periode      |
| ------------------------- | ------------ |
| Esc. Óscar J. Harrison    | 1998-2007    |
| Lic. Juan Ángel Napout    | 2007-2014    |
| Lic. Alejandro Domínguez  | 2014-2016    |
| Lic. Ramón González Daher | 2016         |
| Lic. Robert Harrison      | 2016-présent |

Notas:
[*]Honoraire

## Succession institutionnelle
Depuis sa fondation en 1906 jusqu'à ce qu'elle adopte son nom définitif en 1998, l'APF a suivi la trajectoire institutionnelle suivante :
| Fondée: 18 juin 1906                          |
| --------------------------------------------- |
| Liga Paraguaya de Football Association (LPFA) |

| Affiliation à la Conmebol: 1921 |
| --- |
| La Ligue paraguayenne de football devient membre de la Confédération sud-américaine de football, sous la présidence d'Enrique Pinho. |

| Afiliación a la FIFA: 1925                                                                       |
| ------------------------------------------------------------------------------------------------ |
| La LPF rejoint les associations membres de la Fédération internationale de football association. |

| Changement de nom: 1941        |
| ------------------------------ |
| Liga Paraguaya de Football LPF |

| Castellanisation: 1957       |
| ---------------------------- |
| Liga Paraguaya de Futbol LPF |

| Changement de nom: décembre 1998         |
| ---------------------------------------- |
| Association paraguayenne de football APF |

## Organes
L'assemblée est l'organe législatif suprême de la Fédération paraguayenne de football.
Selon les statuts, établis à l'article 21, l'assemblée est la plus haute autorité de l'institution, et peut être ordinaire ou extraordinaire. Le président de l'institution dirige les délibérations de l'assemblée, à l'exception de l'élection des autorités, qui relève de la compétence du tribunal électoral indépendant.
Les pouvoirs et les devoirs de l'assemblée comprennent : l'adoption et la modification des statuts, l'élection du président, des trois vice-présidents, de trois membres du bureau exécutif, l'approbation de l'admission, de la suspension ou de l'exclusion d'un membre, l'élection des membres du bureau exécutif, l'autorisation de tous les contrats, l'autorisation de l'achat, de la vente ou de l'échange de biens immobiliers, l'émission d'obligations, le jugement des membres des organes juridictionnels, la création de nouvelles catégories de clubs et de sociétés.
L'assemblée ne peut valablement délibérer que si la moitié plus un des membres est représentée, et peut prendre des décisions à la majorité, avec un vote à la majorité simple ou absolue, comme le prévoient les statuts.
Les représentants des clubs et des organes participent à l'assemblée de la manière suivante : pour chaque club de la division d'honneur cinq délégués, pour la division intermédiaire deux délégués pour chaque institution, pour chaque club de la Première B un délégué avec une voix chacun, pour chaque club de la Première C huit délégués avec une voix chacun, pour la division futsal trois représentants, chacun avec une voix, pour la division football féminin deux délégués avec une voix chacun, pour la division beach soccer un délégué avec une voix. L'UFI compte 17 délégués, un par Fédération départementale avec une voix chacun.
Les résolutions de l'assemblée sont prises à la majorité simple des voix valablement exprimées, sauf pour les décisions pour lesquelles les statuts prévoient expressément une majorité spéciale. Le vote se fait à main levée, par bulletin de vote ou par instrument électronique.
L'assemblée ordinaire se tient chaque année dans les deux premiers mois de l'année et est convoquée par le conseil exécutif. L'assemblée extraordinaire peut être convoquée par le même organe à tout moment pour traiter de questions spécifiques.
Lors de l'assemblée ordinaire du vendredi 17 novembre 2017, les autorités ont été élues pour un mandat expirant en 2022. Robert Alexis Harrison Paleari a été élu avec 100 % des votes exprimés (132).
Le conseil exécutif est l'organe qui exécute les politiques de l'Association paraguayenne de football.
Il est composé de quinze membres : le président, les trois vice-présidents et onze conseillers, dont trois sont élus par l'assemblée générale ordinaire et les huit autres représentent les divisions et sont élus lors d'assemblées partielles de ces organes. Quatre de ces derniers représentent la division professionnelle, un la division intermédiaire, un la première B, un la division C et un l'UFI. Le conseil exécutif a un mandat de quatre ans et ses membres sont rééligibles.
L'organe a le pouvoir de prendre des décisions qui ne relèvent pas de la responsabilité des assemblées ou qui ne sont pas réservées à d'autres organes. Il veille au respect et à l'application du statut, admet ou suspend un membre, prépare et convoque les assemblées ordinaires et extraordinaires, en fixe l'ordre du jour, nomme les présidents, vice-présidents et membres des organes juridictionnels et des commissions permanentes.
En outre, il édicte tous les règlements nécessaires au bon fonctionnement de l'institution, décrète la promotion et la relégation des catégories, nomme le personnel technique des équipes nationales, édite, approuve, modifie, homologue, abroge et interprète les règlements et les codes d'organisation de l'APF.
Le conseil doit se réunir au moins une fois par mois. Le quorum est atteint lorsque huit de ses membres sont présents. Ses décisions sont prises à la majorité simple et en cas d'égalité des voix, la voix du président est prépondérante. Ces décisions prennent effet immédiatement, sauf décision contraire expresse de l'organe.

## Conseil exécutif
Actuellement, le conseil exécutif de la fédération paraguayenne de football est composé des personnes suivantes:
- Président : Licencié Robert Alexis Harrison Paleari.
- Vice-président : Dr. Carlos Sosa Jovellanos.
- Vice-président : Javier Díaz de Vivar.

### Membres de la commission
- Membres du conseil
- Membre du conseil élu lors de l'assemblée générale ordinaire : Dr. Rubén Di Tore.
- Membre du conseil élu à l'assemblée générale ordinaire : M. Rubén Martín Ruiz Díaz.
- Membre du conseil élu à l'assemblée générale ordinaire : M. Rolando Safuán.
- Membre du conseil d'administration élu par la division d'honneur : Dr. Enrique Sánchez.
- Administrateur élu par la division d'honneur : M. Emilio Daher.
- Conseiller élu par la division d'honneur : M. Roberto Garcete.
- Conseiller élu par la division d'honneur : M. Hector Melgarejo.
- Conseiller élu par la division intermédiaire : M. Atilio Cabral.
- Conseiller élu par la première division B : Dr. Óscar Barreto.
- Conseiller élu par la première division C : Lic. José Luis Alder.
- Administrateur élu par l'UFI : Lic. Enrique Benítez.
- Administrateur titulaire : M. Humberto Campuzano.
- Administrateur suppléant : M. Celso Salinas.

## Identité visuelle
Le images actuelles de la fédération paraguayenne de football reprennent les couleurs du drapeau paraguayen, l'acronyme de l'organisation, ainsi qu'une étoile au centre.

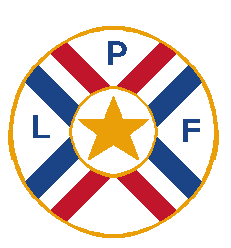
Premier logo de l'APF/1906-1985
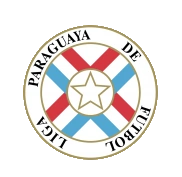
1986-1995
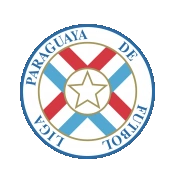
1995-1999
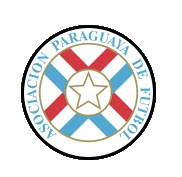
2000-2004
2004-2006
2007-2010
Ancien logo de l'APF/ 2010-2015
Logo actuel de l'APF

## Organisation des compétitions
La pyramide du football paraguayen comprend quatre niveaux dans les tournois masculins (cinq dans l'intérieur du pays) et une division dans les tournois féminins. Les différents tournois et championnats sont organisés par la fédération paraguayenne de football, et par une association affiliée appelée Union de football de l'intérieur (UFI), qui se compose de 17 fédérations, une pour chaque département du pays, sans compter la capitale, Asunción.
La Coupe du Paraguay est un tournoi officiel de football, organisé chaque année par l'Association paraguayenne de football (Asociación Paraguaya de Fútbol) en collaboration avec l'UFI.
La Supercopa Paraguay est une coupe nationale organisée par la Fédération paraguayenne de football depuis 2021. Il se joue en un seul match, sur un terrain neutre, qui, si nécessaire, est décidé par des tirs au but. Elle oppose le champion de la division d'honneur avec le plus de points au tableau cumulé au champion de la Copa Paraguay.
| Seniors: - Première division - Intermédiaire - Première division B - Première division C - Coupe du Paraguay - Super Coupe du Paraguay Divisions mineures: - Réserve - Moins de 14 ans - Moins de 15 ans - Moins de 16 ans - Moins de 17 ans - Moins de 18 ans - Moins de 19 ans Compétitions de football féminin: - Première division féminine - Femmes U18 | - Ligue Premium de futsal - Catégorie d'honneur - Première catégorie - Catégorie intermédiaire - Catégorie femmes - Tournoi des étoiles - Championnat féminin de Beach soccer - Championnat féminin de beach soccer |

## Stades de première division
| Équipe                         | Ville      | Stade                       | Capacité |
| ------------------------------ | ---------- | --------------------------- | -------- |
| Équipe du Paraguay de football | Asunción   | Defensores del Chaco        | 42354    |
| Club Cerro Porteño             | Asunción   | General Pablo Rojas         | 45000    |
| Olimpia                        | Asunción   | Estadio Manuel Ferreira     | 19 820   |
| Guaireña Fútbol Club           | Villarrica | Stade Parque del Guaira     | 11 000   |
| Libertad                       | Asunción   | Estadio Dr. Nicolás Leoz    | 11000    |
| Sol de América                 | Asunción/V | Luis Alfonso Giagni         | 10200    |
| General Caballero              | Mallorquin | Estadio Ka'arendy           | 10 000   |
| 12 de Octubre                  | Itagua     | Luis Salina                 | 10 000   |
| Guaraní                        | Asunción   | Rogelio Livieres            | 8 000    |
| Nacional                       | Asunción   | Arsenio Erico               | 7 000    |
| Resistencia                    | Asunción   | Estadio Tomás Beggan Correa | 6 500    |
| Sportivo Ameliano              | Asunción   | Jose Tomas Silva            | 800      |

## Football féminin
Comme les saisons précédentes, deux tournois sont disputés chaque année (Torneo Apertura et Torneo Clausura). Chaque tournoi se compose d'un tour (l'Apertura avait 13 dates et le Clausura en aura 11) et celui qui arrive en tête à la fin du tournoi sera le champion.
À la fin de l'année, les champions de chaque tournoi (Apertura et Clausura) jouent un match unique pour définir le champion absolu de la saison. Si le même club remporte les deux tournois, il devient automatiquement le champion général de la saison.
Le football féminin possède également une catégorie des moins de 18 ans, qui participe aux tournois d'ouverture et de clôture.
Au total, 24 équipes participent dans toutes les catégories.

## Liste des lauréats

### Équipes nationales masculines

#### Absolute
Modèle:AP
| Competición            | Médaille d'or, Amérique du Sud | Médaille d'argent                       | Médaille de bronze                            |
| ---------------------- | ------------------------------ | --------------------------------------- | --------------------------------------------- |
| Copa Mundial de Fútbol | -                              | -                                       | -                                             |
| Copa América           | 2 (1953 y 1979)                | 6 (1922, 1929, 1947, 1949, 1963 y 2011) | 7 (1923, 1924, 1925, 1939, 1946, 1959 y 1983) |

#### Sub-23
Modèle:AP
| Competición               | Médaille d'or, Amérique du Sud | Médaille d'argent | Médaille de bronze |
| ------------------------- | ------------------------------ | ----------------- | ------------------ |
| Torneo Olímpico de Fútbol | -                              | 1 (2004)          | -                  |
| Torneo Preolímpico        | 1 (1992)                       | 1 (2004)          | 1 (1984)           |

#### Sub-20
Modèle:AP
| Competición                    | Médaille d'or, Amérique du Sud | Médaille d'argent                 | Médaille de bronze                      |
| ------------------------------ | ------------------------------ | --------------------------------- | --------------------------------------- |
| Copa Mundial de Fútbol Sub-20  | -                              | -                                 | -                                       |
| Campeonato Sudamericano Sub-20 | 1 (1971)                       | 5 (1964, 1967, 1985, 2009 y 2013) | 6 (1974, 1977, 1979, 1997, 2001 y 2003) |

#### Sub-17
Modèle:AP
| Competición                    | Médaille d'or, Amérique du Sud | Médaille d'argent | Médaille de bronze    |
| ------------------------------ | ------------------------------ | ----------------- | --------------------- |
| Copa Mundial de Fútbol Sub-17  | -                              | -                 | -                     |
| Campeonato Sudamericano Sub-17 | -                              | 1 (1999)          | 3 (2001, 2017 y 2019) |

#### Sub-15
Modèle:AP
| Competición                    | Médaille d'or, Amérique du Sud | Médaille d'argent | Médaille de bronze    |
| ------------------------------ | ------------------------------ | ----------------- | --------------------- |
| Campeonato Sudamericano Sub-15 | 2 (2004 y 2009)                | -                 | 3 (2005, 2017 y 2019) |

#### Fútbol Playa
Modèle:AP
| Competición                  | Médaille d'or, Amérique du Sud | Médaille d'argent | Médaille de bronze |
| ---------------------------- | ------------------------------ | ----------------- | ------------------ |
| Copa Mundial de Fútbol Playa | -                              | -                 | -                  |
| Copa América de Fútbol Playa | 1 (2022)                       | 2 (2016 y 2018)   | -                  |

#### Fútbol Sala
Modèle:AP
| Competición                 | Médaille d'or, Amérique du Sud | Médaille d'argent           | Médaille de bronze                |
| --------------------------- | ------------------------------ | --------------------------- | --------------------------------- |
| Copa Mundial de Fútbol Sala | -                              | -                           | -                                 |
| Copa América de Fútbol Sala | -                              | 4 (1998, 1999, 2015 y 2022) | 5 (1992, 1997, 2003, 2011 y 2017) |
| Finalissima de Futsal       | -                              | -                           | 1(2022)                           |

### Selecciones femeninas
AbsolutaModèle:AP
| Competición                     | Médaille d'or, Amérique du Sud | Médaille d'argent | Médaille de bronze   |
| ------------------------------- | ------------------------------ | ----------------- | -------------------- |
| Copa Mundial Femenina de Fútbol | -                              | -                 | -                    |
| Copa America Femenina           | -                              | -                 | 4 Lugar (2006, 2022) |

#### Sub-20
Modèle:AP
| Competición                             | Médaille d'or, Amérique du Sud | Médaille d'argent     | Médaille de bronze    |
| --------------------------------------- | ------------------------------ | --------------------- | --------------------- |
| Copa Mundial Femenina de Fútbol Sub-20  | -                              | -                     | -                     |
| Campeonato Sudamericano Femenino Sub-20 | -                              | 3 (2004, 2014 y 2018) | 3 (2006, 2008 y 2010) |

#### Sub-17
Modèle:AP
| Competición                             | Médaille d'or, Amérique du Sud | Médaille d'argent | Médaille de bronze    |
| --------------------------------------- | ------------------------------ | ----------------- | --------------------- |
| Copa Mundial Femenina de Fútbol Sub-17  | -                              | -                 | -                     |
| Campeonato Sudamericano Femenino Sub-17 | -                              | -                 | 3 (2008, 2013 y 2016) |

### Clubes
- Copa Libertadores de América (3): 
  - 1979, 1990, 2002.
- Copa Intercontinental (1): 
  - 1979.
- Copa Interamericana (1): 
  - 1980.
- Recopa Sudamericana (2): 
  - 1990, 2003.
- Supercopa Sudamericana (1): 
  - 1990.